# Рыжов, Василий Кузьмич
Василий Кузьмич Рыжов (1924—1980) — старшина Рабоче-крестьянской Красной Армии, участник Великой Отечественной войны, Герой Советского Союза (1944).

## Биография
Василий Рыжов родился 16 мая 1924 года в станице Кавказская (ныне — Кавказский район Краснодарского края). После окончания семи классов школы работал в колхозе. В 1943 году Рыжов был призван на службу в Рабоче-крестьянскую Красную Армию. С того же года — на фронтах Великой Отечественной войны.
К декабрю 1943 года красноармеец Василий Рыжов был сапёром 684-го отдельного сапёрного батальона 389-й стрелковой дивизии Приморской армии. Отличился во время Керченско-Эльтигенской операции. В ночь с 3 на 4 декабря 1943 года Рыжов участвовал в боях в районе населённых пунктов Аджи-Мушкай и Балганак на Керченском полуострове. Под массированным вражеским огнём он проделал проход в проволочном заграждении и, убив немецкого пулемётчика, захватил пулемёт, после чего вернулся в свою часть.
Указом Президиума Верховного Совета СССР от 16 мая 1944 года красноармеец Василий Рыжов был удостоен высокого звания Героя Советского Союза с вручением ордена Ленина и медали «Золотая Звезда».
В 1947 году в звании старшины Рыжов был демобилизован. Проживал в посёлке Октябрьский Северского района Краснодарского края, работал в механических мастерских. Скончался 2 ноября 1980 года.
Был также награждён орденом Отечественной войны 2-й степени и рядом медалей.
Из наградного листа на присвоение звания Героя Советского Союза 

Красноармеец Рыжов Василий Кузьмич, действуя в группе разграждения в 696 стрелковом полку, в ночь на 4 декабря 1943 года в районе селений Аджимушкай и Булганак попал под ураганный огонь пулеметов и ротных минометов противника. Местность – открытая,  беспрерывно освещалась ракетами противника. Но сапер Рыжов упорно полз вперед к проволочному заграждению противника, имея при себе заряд взрывчатки весом 10 килограммов. Впереди  – проволочное  препятствие противника, у которого находился немецкий пулеметчик,  беспрерывно ведя огонь.
Тов. Рыжов выждал момент, когда ракеты перестали освещать, заложил заряд в рогатки проволочного препятствия в  4 метрах от немецкого пулеметчика. Поджег зажигательную трубку и отполз в сторону. Раздался взрыв, и образовался проход шириной в 12 метров. От неожиданного взрыва немецкий пулеметчик бросил пулемет и начал убегать в сторону. Рыжов очередью из автомата убил его, а сам ползком пробрался к окопу немцев, где находились несколько солдат, забросал их гранатами, быстро возвратился, забрал станковый пулемет и доставил в часть.
В боях за Кубань и Таманский полуостров  тов. Рыжов награжден медалью «За отвагу» и орденом Отечественной войны 2-й степени.
За систематическое проявление мужества и отваги в боях с фашистскими захватчиками тов. Рыжов достоин высшей правительственной награды – присвоения звания Героя Советского Союза.
Командир 684 отдельного саперного батальона 383 Краснознаменной стрелковой дивизии
старший лейтенант Герасимов— 

## Память

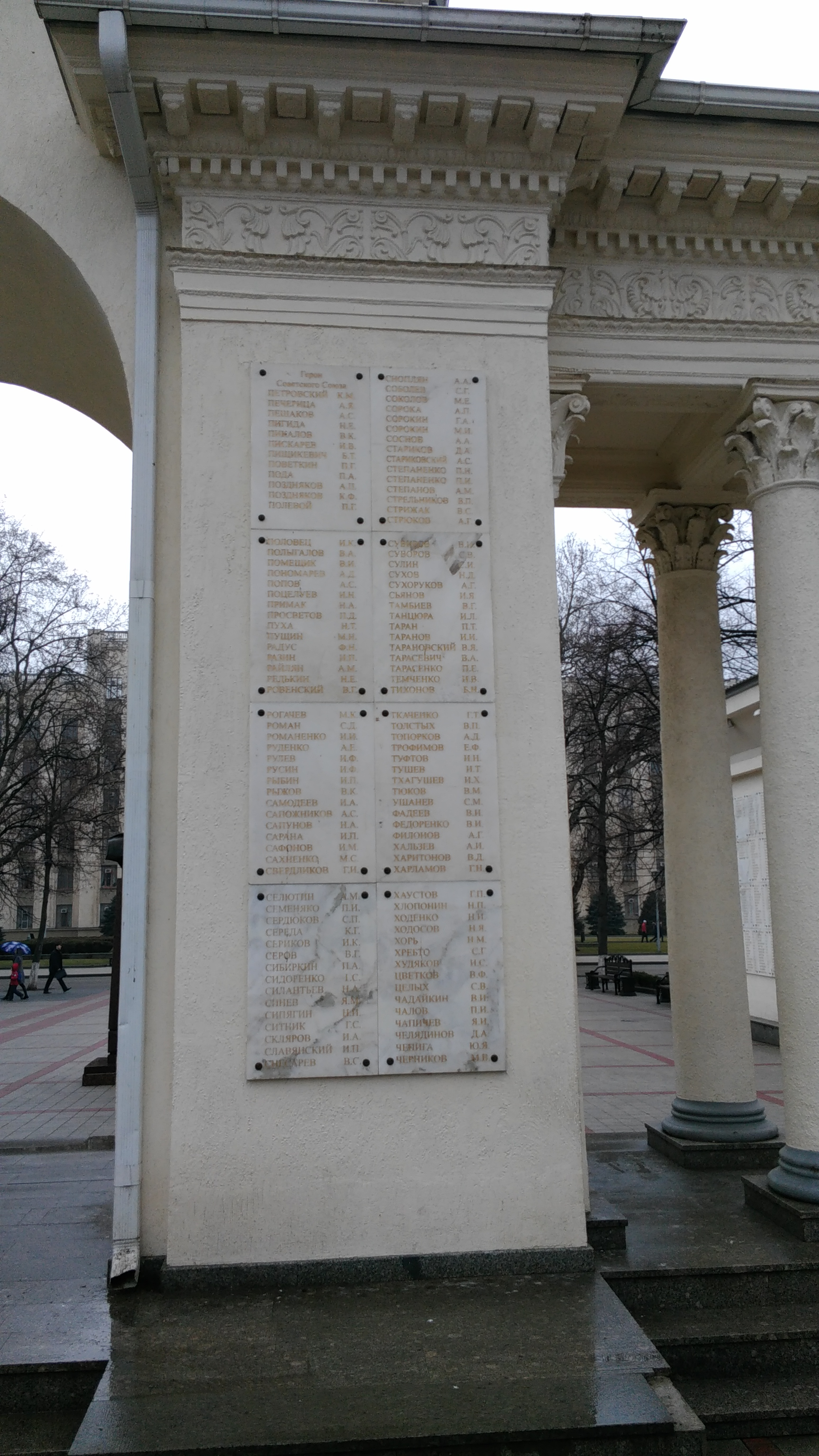
Имя Героя на мемориальной арке в Краснодаре.(П-Ч)

- Имя Героя увековечено на мемориальной арке в Краснодаре.
- Имя Героя высечено золотыми буквами в зале Славы Центрального музея Великой Отечественной войны в Парке Победы города Москвы.

- На могиле героя установлен надгробный памятник.
- В честь Рыжова названа улица в Кавказской.